# Равно-Нивиште
Равно-Нивиште (болг. Равно нивище) — село в Болгарии. Находится в Смолянской области, входит в общину Мадан. Население составляет 55 человек.

## Политическая ситуация
Равно-Нивиште подчиняется непосредственно общине и не имеет своего кмета.
Кмет (мэр) общины Мадан — Атанас Александров Иванов (Болгарская социалистическая партия (БСП)) по результатам выборов в правление общины.